# Testudinata
Testudinata é um grupo de Diapsida (classicamente considerados Anapsida) caracterizado pela presença de um casco, cuja parte dorsal é chamada de carapaça (fundido às costelas achatadas e a coluna vertebral) e a parte ventral é chamada de plastrão (fundido às clavículas e à interclavícula). Sem sobreposição de posição e número, acima das placas dérmicas há placas epidérmicas queratinizadas. Além disso, a condição anapsida do crânio é decorrente da perda secundária de fenestras temporais de uma condição ancestral diapsida, não sendo considerados mais como parte do grupo Anapsida. Testudinata têm um bico córneo sem dentes e são o único grupo de Tetrapoda com cinturas internas à caixa torácica. Todos são ovíparos.
Os testudinata incluem as tartarugas modernas, bem como espécies já extintas, como o Proganochelys.

## Sistemática e classificação

### Posição filogenética
O plano corporal de Testudinata possui modificações únicas associadas principalmente com a origem do casco. Essa mudança profunda do plano corporal dos Testudines em relação aos outros Amniota torna difícil estabelecer a origem das tartarugas na história evolutiva dos vertebrados.

As principais características de Testudinata são o casco completo, composto por carapaça com placas costais (fusionadas às costelas), neurais (fusionadas às vértebras torácicas) e periféricas, bem como o plastrão formado por interclavícula, clavícula, e três a cinco ossos pareados suturados; carapaça e plastrão articulados na margem lateral, enclausurando as cinturas escapular e pélvica. Combinado à falta de consenso entre filogenias que se baseiam em dados morfológicos e moleculares, a posição filogenética das tartarugas dentre os Amniota permanece um mistério por mais de 150 anos.

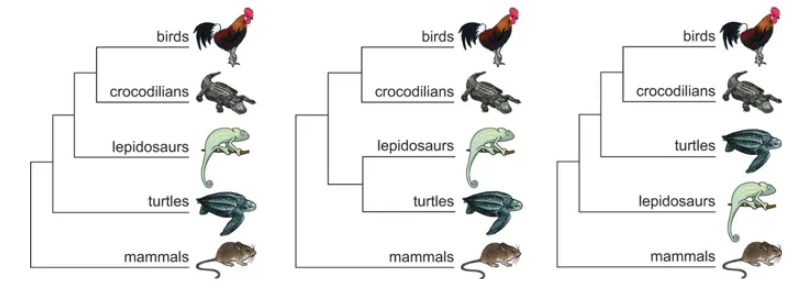
Três hipóteses para a posição filogenética de Testudines dentre os Amniota. Da esquerda para a direita: (I) Testudines em posição basal dentre os répteis, sendo parte de “Parareptilia” (hipótese clássica hoje menos corroborada hoje); (II) Testudines próximos dos Lepidosauromorpha (sustentado por dados morfológicos); (III) Testudines próximos dos Archosauromorpha (sustentado por dados moleculares). (Fonte: Hedges, 2012)

Classificações clássicas de Amniota consideram a região temporal do crânio como uma característica importante para inferência filogenética de grandes grupos. A hipótese clássica coloca Testudines incluído no grupo “Parareptilia” (Gauthier et al, 1988) ou “Anapsida” (Laurin & Reisz, 1995), devido à ausência de fenestras temporais no crânio (condição anápsida). Contudo, devido (I) a diferenças no arranjo entre os ossos da região temporal das tartarugas e de Anapsida verdadeiros, (II) aos estudos ontogenéticos da musculatura adutora da mandíbula que revelaram características compartilhadas com Diapsida, e (III) novas interpretações do registro fóssil, novas hipóteses consideram que a condição original do crânio das tartarugas era diápsida, com perda secundária das fenestras temporais. Neste cenário, muitos sistematas de Testudines estão atualmente divididos entre duas hipóteses:
- (I) Testudines mais relacionados aos Lepidosauromorpha: baseado em dados morfológicos, tartarugas seriam mais relacionadas às tuataras e Squamata;
- (II) Testudines mais relacionados aos Archosauromorpha: baseado em dados moleculares, tartarugas seriam mais relacionadas aos crocodilianos e aves.

### Filogenia
Pan-Testudines é o nome dado ao clado total de tartarugas, incluindo grupos basais de não Testudinata que apresentam a expansão das costelas e redução do número de vértebras. Dentro desse grupo, Eunotosaurus africanus Seeley, 1892 (Neopermiano da África do Sul), é uma das espécies mais basais de Pan-Testudines não Testudinata, sendo considerado o ancestral mais antigo, vivendo há cerca de 260 milhões de anos. Com costelas expandidas, sem uma carapaça e com um início de um plastrão, os fósseis do Eunotosaurus africanus não só contribuem com a ideia de que as tartarugas começaram a desenvolver sua concha de baixo para cima, mas também que esta se formou a fim de lidar com a pressão do solo ao cavar, ou seja, a partir de uma necessidade.
O Eorhynchochellys, é um ancestral que viveu há cerca de 230 milhões de anos, no que se tornaria o sudoeste da China. Os fósseis desse animal são relevantes quando se estuda a evolução do bico das tartarugas, uma vez que o Eorhynchochellys apresentava um bico com dentes na parte de trás da boca, mas as tartarugas encontradas mais tarde não tinham bicos.
As espécies seguintes de tartarugas pareciam ter se movido para a água com muitas evidências de um estilo de vida semi-aquático. A Odontochelys semitestacea Li, 2008 (Neotriássico da China), um ancestral que teria vivido há cerca de 220 milhões de anos, é um importante registro fóssil que evidencia essa canalização para um meio aquático, que se deu por possibilitar melhores adaptações às modificações sofridas pelas tartarugas ao longo das evoluções. As adaptações necessárias para os aperfeiçoamentos na escavação são semelhantes aos que tornam os animais bons nadadores e, por isso, é possível afirmar que a vida aquática dos ancestrais foi posterior à terrestre.
Testudinata é o nome dado ao clado das tartarugas com casco completo e ranfoteca, o que inclui Proganochelys quenstedti ( a primeira tartaruga que foi realmente considerada uma tartaruga em 1800 apesar de ter vivido há cerca de 200 milhões de anos, apresentando armadura dérmica no pescoço e cauda) e todos os Testudines. Testudines é o nome dado ao grupo coronal de tartarugas, caracterizado pela perda de dentes no palato, costelas expandidas orientadas horizontalmente, expansão das cápsulas óticas e presença de músculos adutores da mandíbula que se estendem acima da cápsula ótica, passando sobre uma estrutura em forma de roldana, chamada processo troclear. Pode ser dividido em 2 grandes grupos:
- (I) Pleurodira: caracterizado pela retração lateral do pescoço, cintura pélvica fusionada ao plastrão e processo troclear pterigóideo; apresenta três grandes grupos atuais (Chelidae, Pelomedusidae e Podocnemididae) e três grupos extintos (Araripemydidae, Euraxemyidade e Bothremydidae);[15]
- (II) Cryptodira: caracterizado pela retração antero-posterior do pescoço, cintura pélvica articulada ao plastrão e processo troclear ótico; engloba os Durocryptodira (inclui as linhagens de Testudinoidea e Americhelydia), e os Trionychia (um grupo de tartarugas de casco mole com posição incerta nas filogenias).[16]

Tartarugas podem ter tido uma origem terrestre, evidenciada por fósseis de Proganochelys do Triássico, cujos membros parecem adaptados à vida terrestre. Contudo, ao longo da evolução, nota-se uma proliferação de grupos com hábitos aquáticos, de modo que o hábito exclusivamente terrestre se concentra hoje na família Testudinidae (e.g. jabutis e tartarugas de Galápagos) e alguns Emydidae. A invasão marinha única em Cryptodira ocorreu no grupo Chelonioidea, composto pelos grupos atuais Cheloniidae (e.g. tartarugas-verdes) e Dermochelyidae (tartarugas-de-couro), e os extintos Toxochelyidae e Protostegidae. Alguns estudos apontam que algumas espécies extintas de Pleurodira eram marinhas ou estuarinas, como Stereogenyina.

Essa mudança no habitat decorreu em virtude das modificações evolutivas relacionadas principalmente às costelas e aos impactos práticos que seu alargamento causou, como por exemplo na mobilização, na rigidez do corpo, na velocidade e na funcionalidade do pulmão, aspectos que, quando se passa a viver na água, causam menos impacto. A ampliação das costelas foi a base para a formação da concha apesar de comprometerem essas outras áreas.

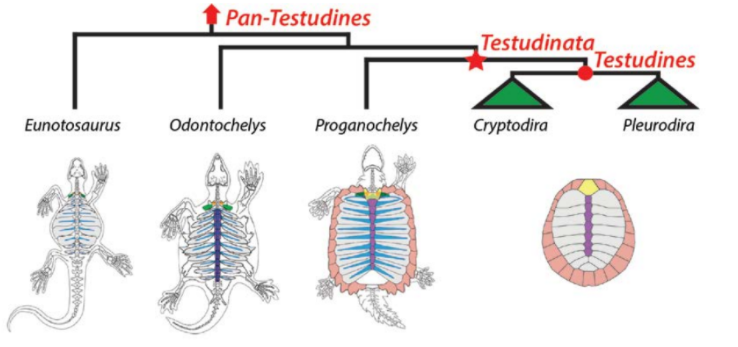
Filogenia de Pan-Testudines (Fonte: modificado de Lyson et al. 2013, por Ferreira 2014)

### Classificação taxonômica
Em Systema Naturae, Linnaeus (1758) agrupou as tartarugas num único gênero: Testudo. Contudo, ele e outros autores por vezes referiam-se a elas no plural Testudines, o que causou confusão na nomenclatura das tartarugas. Ao longo das publicações, o termo Chelonia também passou a ser frequente. Recentemente, Joyce et al. (2004) propuseram o nome Testudines para o grupo coronal que inclui Pleurodira e Cryptodira, Testudinata para o grupo que incluí Testudines e Proganochelys (tartarugas com casco completo) e Pan-Testudines para o clado total.

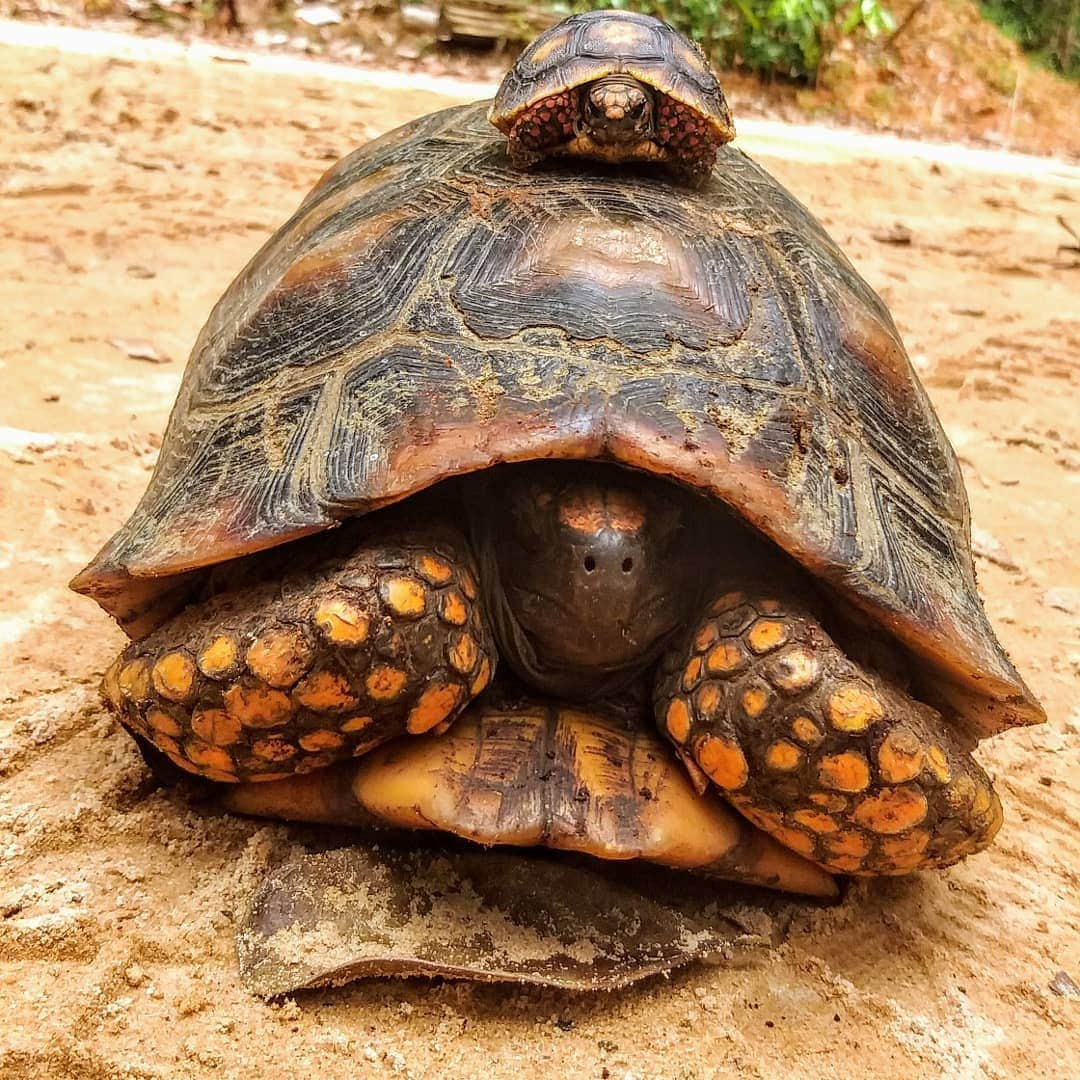
Jabuti e filhote na Reserva de Desenvolvimento Sustentável do Uatumã, localizada em São Sebastião do Uatumã (AM).

A classificação taxonômica a seguir dos grupos atuais de tartarugas é baseada em Turtles of the World (2017), feita pelo Turtle Taxonomy Working Group da IUCN.
- Subordem Cryptodira Cope, 1868 (11 famílias, 263 espécies)
  - Família Carettochelyidae Boulenger, 1887 (1 gênero, 1 espécie)
  - Família Cheloniidae Oppel, 1811 (5 gêneros, 6 espécies)
  - Família Chelydridae Gray, 1831 (2 gêneros, 5 espécies)
  - Família Dermatemydidae Gray, 1870 (1 gênero, 1 espécie)
  - Família Dermochelyidae Fitzinger, 1843 (1 gênero, 1 espécie)
  - Família Emydidae Rafinesque, 1815 (12 gêneros, 53 espécies)
  - Família Geoemydidae Theobald, 1868 (18 gêneros, 71 espécies)
  - Família Kinosternidae Agassiz, 1857 (5 gêneros, 27 espécies)
  - Família Platysternidae Gray, 1869 (1 gênero, 1 espécie)
  - Família Testudinidae Batsch, 1788 (18 gêneros, 65 espécies)
  - Família Trionychidae Gray, 1825 (13 gêneros, 32 espécies
- Subordem Pleurodira Cope, 1864 (3 famílias, 93 espécies)
  - Família Chelidae Gray, 1825 (14 gêneros, 58 espécies)
  - Família Pelomedusidae Cope, 1868 (2 gêneros, 27 espécies)
  - Família Podocnemididae Cope, 1868 (3 gêneros, 8 espécies)

No Brasil, membros desta ordem podem ser denominados jabutis, cágados ou tartarugas. Os quelônios terrestres (que andam sobre a terra) são jabutis com patas grossas. Os aquáticos (tanto água salgada e água doce) são tartarugas; Os cágados são exclusivamente de água doce e possuem o casco mais achatado, o pescoço mais longo e suas patas possuem dedos com membranas. Quando precisam esconder a cabeça, ela é dobrada lateralmente para dentro do casco, diferente das tartarugas e jabutis que retraem o pescoço verticalmente. Em Portugal, o termo cágado é exclusivamente utilizado para designar as duas espécies de tartarugas aquáticas nativas do país - a Emys orbicularis e a Mauremys leprosa, sendo o termo tartaruga utilizado para todas as espécies de quelónios. A designação sapo-concho é um termo mais abrangente, dado que pode denominar tanto os quelônios terrestres como os aquáticos, variando de região para região.